# Simon Goulart
Pour les articles homonymes, voir Goulart.
Simon Goulart, né à Senlis le 20 octobre 1543 et mort à Genève le 3 février 1628, est un théologien et humaniste français.

## Biographie
Goulart étudie le droit à Paris. Ayant embrassé la religion réformée, il se réfugie, en mars 1566, à Genève, où il est reçu ministre du culte. En 1570, il épouse Suzanne Picot, puis il est admis gratuitement à la bourgeoisie de Genève. En 1589, il est aumônier des troupes genevoises pendant la guerre contre la Savoie.
En 1595, il prêche contre Henri IV. Il succède à Théodore de Bèze à la charge de modérateur de la Compagnie des pasteurs, de 1607 à 1612.
En 1602, lors de l’Escalade, il est pasteur du temple de Saint-Gervais, quartier situé sur la rive droite de Genève. Ayant exhorté les habitants de ce quartier-ci à prêter main-forte à leurs voisins d'en-face, il restera lui sur la rive droite pour soutenir par la prière la défense de la cité. En 1603, il rédige le Vray discours de la miraculeuse délivrance envoyée de Dieu à la ville de Genève, le 12 jour de décembre 1602, récit de l'attaque savoyarde.

## Œuvres
Cet humaniste commente et annote Plutarque et Xénophon. Il rédige un Trésor d'histoires admirables et mémorables de notre temps (Genève, 1620), des Mémoires historiques sur la Ligue.
En 1576 sont publiées par les presse genevoises et de manière anonyme Les Mémoires de l'Estat de France. Elles sont complétées et rééditées en 1578. Elle sont attribuées avec certitude au pasteur Simon Goulart. L'ouvrage analyse les massacres de la Saint-Barthélémy en dénonçant l'implication de la monarchie. Un arrêt du Parlement de Bordeaux du 7 mai 1579 ordonne que l'ouvrage soit brûlé devant le palais royal de l'Ombrière.

En 1580, il traduit l’Histoire de Portugal d’Osorius et de Fernão Lopes de Castanheda. L’épître dédicatoire à Nicolas Pithou commence ainsi : 

« MONSIEUR, Je pense bien que ceux qui nous conoissent trouveront estrange et mal seant de prime face, que j’aye mis la main à ceste histoire, pour la communiquer à nostre nation : et qu’ayant esté dédiée par Osorius à un Prince, je la vous presente maintenant. Quant à ce premier point, je ne nie pas que durant le temps employé à ce labeur je pouvoy vacquer à choses plus serieuses, mieux convenantes à mes estudes, et plus propres à ma vocation. »

L'ouvrage a été écrit au « bourg de Sainct Gervais, [l]e vingtiesme jour d’Octobre M.D.LXXX. » Depuis 1571, en effet, il est installé dans cette paroisse de Saint-Gervais, à Genève.
En 1581, il donne un Commentaire alphabétique (Indice) de la Sepmaine de Guillaume du Bartas qui est publié dans une édition augmentée du poète gascon. En 1589, chez le même éditeur (Jacques Chouet, Genève), il publie à nouveau ce commentaire, enrichi de remarques supplémentaires. De son côté, le catholique Pantaléon Thévenin commente lui aussi ce vaste poète encyclopédique.
De 1576 à 1597, il édite des chansons spirituelles et des psaumes de divers compositeurs chez divers imprimeurs de Lyon, Heidelberg ou Genève. Les chansons sont des chansons profanes dont le texte a été contrefait, c'est-à-dire remplacé par un texte spirituel plus à même d'être chanté dans les maisons calvinistes, et le principal compositeur mis à profit sera Orlande de Lassus. Ce faisant, il adopte la même démarche que Jean Pasquier, dont les éditions l'ont précédé à La Rochelle. Ces éditions contrefaites se font sans autorisation du compositeur, en dépit des privilèges accordés à Roland de Lassus par les rois de France, ceux-ci ne s'appliquant pas à Genève.
Goulart annote aussi le Grand Miroir du Monde du poète protestant Joseph Duchesne sieur de la Violette (1593). Goulart est également l'auteur d'Imitations chrestiennes. Selon Olivier Pot, Goulart envisageait l'existence d'une Académie littéraire protestante.

## Hommages & littérature
Une place de Genève porte son nom.
Il apparaît dans la pièce Tabazan de Jacques Aeschlimann. 

## Publications
- Les devins ou Commentaire des principales sortes de devinations : distingué en quinze livres, esquels les ruses & impostures de Satan sont descouvertes, solidement refutees, & separees d'avec les sainctes Propheties & d'avec les predictions Naturelles de Caspar Peucer, traduction de Simon Goulart, Anvers, Hevdrik Connix, 1584. (et Lyon, Barthélemy Honot, 1584)
- Commentaires et annotations sur la Sepmaine, de la creation du monde, de G. Saluste, Seigneur du Bartas, Paris, Abel L'Angelier, 1588. In-12, XII f., I f., table, 432 f. [Arbour 18722]
- Histoire de Portugal contenant les entreprises, navigations et gestes memorables des Portugallois, [...] depuis l’an 1496 jusques en l’an 1578, [...] comprinse en 20 livres dont les 12 premiers sont traduits du latin de Jerosme Osorius... les 8 suivans prins de Lopez de Castagne et d'autres historiens. Nouvelement mise en françois par S.G.S. [S. Goulart.], s.l., François Étienne, 1581.
- Mémoires de l’estat de France sous Henri III. & Henri IIII Rois de France. Comprenans en six Volumes, ou Recueils distincts, Infinies particularités memorables des affaires deLa Ligue, depuis l’an 1576. Jusques à l’an 1598.

### Sur l'homme et l'œuvre
- Gilles Banderier, « Simon Goulart et ses correspondants (1574-1627)», P. Y. Beaurepaire, J. Häseler, A. McKenna, éd., Réseaux de correspondances à l'âge classique (XVIe – XVIIIe siècle), Saint-Étienne, Publications de l'Université de Saint-Étienne, 2006, p. 45-57.
- Jean Céard, « Les transformations du genre du commentaire », L'Automne de la Renaissance, Paris, Vrin, 1981.
- Léonard Chester Jones, Simon Goulart, 1543-1628 : étude biographique et bibliographique, Paris, Librairie Honoré Champion, 1917.
- Jean-François Gilmont, « Goulart Simon », Dictionnaire d'histoire et de géographie historiques, t. 21, 1986, col. 939-946.
- Jean-François Gilmont, « Un commentateur de Du Bartas : Simon Goulart l'épigone », Du Bartas 1590-1990, études réunies et publiées par James Dauphiné, Mont-de-Marsan, Éditions Interuniversitaires, 1992, p. 243-262.
- Cécile Huchard, D'encre et de sang : Simon Goulart et la Saint-Barthélemy, Paris, Honoré Champion, 2007 (coll. Bibliothèque littéraire de la Renaissance, n° 69).
- Olivier Pot, « Une encyclopédie protestante autour de Goulart », Bibliothèque d'Humanisme de Renaissance 56 (1994), p. 475-494.
- Courtney S. Adams, « Simon Goulart (1543-1628), editor of music, scholar, and moralist », Studies in musicology in honor of Otto E. Albrecht, Kassel, Bärenreiter, 1980, p. 125-141).

### Sur des œuvres particulières
- H. Perrochon, « Simon Goulart, commentateur de la Première Sepmaine de Du Bartas », Revue d'Histoire Littéraire de la France, t. 32, 1925, p. 397-401.
- Jacques Pineaux, « Les Imitations chrestiennes de Simon Goulart », Bulletin de la Société d'Histoire du Protestantisme français, t. 116, 1970.
- I.L. Olivyer et Jean-François Boëdec, Les Soleils de Simon Goulart : la vague OVNI de 1500 à 1600 d'après "Histoires admirables et mémorables de notre temps", Marseille, Les Runes d'Or, 1981.
- Daisy Aaronian, « La censure de Simon Goulart dans l'édition 'genevoise' des Essais (1595) », Bulletin de la Société des Amis de Montaigne, VIIIe série, no 27-28, juillet-décembre 2002, p. 83-97.
- Romain Weber, « Le Thresor d'histoires admirables et memorables de nostre temps de Simon Goulart », Fictions narratives en prose de l'âge baroque, Paris, Honoré Champion, 2007, p. 742-748.
- Laurence Vial-Bergon, « Goulart, Simon » dans le Dictionnaire historique de la Suisse en ligne, version du 10 décembre 2004.
- Simon Groot, « The Cinquante pseaumes de David (Heidelberg 1597): an issue of Protestant psalms with music by Orlandus Lassus and others », Tijdschrift van de Koninklijke Vereniging voor Nederlandse Muziekgeschiedenis, 66/1-2 (2016), p. 62-104.
- Annie Coeurdevey, « Les Psaumes de David (1597) : contrafacta et unica dans la dernière publication musicale de Simon Goulart », "La la la Maistre Henri..." Mélanges de musicologie offerts à Henri Vanhulst, ed. C. Ballman & V. Dufour, Turnhout, Brepols, 2009, p. 187-212.